# Grotte de Kakimbo
La grotte de Kakimbo est un abri sous roche situé dans la forêt de Kakimbo, dans la commune de Ratoma, à 12 km du centre-ville de Conakry, en Guinée.

## Historique
L'abri de Kakimbo a été découvert en 1883 par l'entrepreneur Laurent Mouth, alors qu'il étudiait le tracé de la nouvelle route devant relier Conakry à Duméka. Après avoir effectué quelques sondages, il entame une fouille un peu plus approfondie et en dégage de nombreuses poteries et des outils lithiques. Avec la collaboration de l'Administration coloniale, il entreprend alors le déblaiement complet du site et met au jour un atelier de poterie.
En 1899, le préhistorien Ernest Hamy étudie les outils lithiques trouvés sur le site et publie son compte rendu en 1900.

## Description
L'abri de Kakimbo se trouve dans la commune de Ratoma, à 5 mètres au-dessus du lit de la rivière Kakimbo qui ne se remplit que pendant la saison des pluies. Il s'ouvre dans un rocher de magnétite. Il est large de 18 mètres et profond de 5 à 8 mètres.

## Site préhistorique
Selon une étude de 1930 par l'abbé Henri Breuil, la pierre utilisée pour façonner les outils lithiques est une hématite brune et les éclats sont obtenus par la fracturation des parois de la grotte. Ces éclats sont ensuite ciselés plus finement en grattoirs, en racloirs et en outils divers. Les haches sont plutôt constituées à partir de roches siliceuses et de limonite.

## Ère historique
Un atelier artisanal de poterie et plus de 300 vestiges archéologiques datés du XIIIe siècle de notre ère ont été mis au jour dès les premières fouilles,.

## Époque contemporaine
Les ethnies Bagas et Soussous de la région y ont conservé des croyances traditionnelles. La grotte reste un lieu de croyance animiste malgré la prédominance de la religion musulmane dans la région.

## Conservation
Les vestiges archéologiques trouvés sur le site sont conservés au Musée national de Sandervalia, à Conakry.